# 21 Рыси
21 Ры́си (лат. 21 Lyncis) — белая звезда главной последовательности находящаяся в созвездии Рыси. Видимая звёздная величина составляет 4,61 (с расстояния 273 световых лет). Звезда имеет эффективную температуру 9460 кельвинов и солнечную светимость равную 108. Масса звезды в 4 раза превышает солнечную, радиус — в 3.9 раза больше радиуса Солнца. Скорость движения звезды относительно солнечной системы является 33,4 км/с. Галактическая орбита 21 Рыси пролегает на расстоянии в диапазоне от 23 100 до 27 600 световых лет от галактического центра, а текущее расстояние составляет 7474 парсеков. Пару миллионов лет назад видимая яркость звезды составляла 3,49 звёздной величины. В то время звезда приближалась к Солнцу на рекордно близкое расстояние в 164 световых года.
В СССР станция Марс-1 была сфотографирована в Крымской астрофизической обсерватории, когда она находилась вблизи звезды 21 Рыси.